# Melrose (manzana)
Melrose es el nombre de una variedad cultivar de manzano (Malus domestica). 
Un híbrido de manzana desarrollada en la década de 1920 por Freeman S. Howlett en el Centro de Investigación y Desarrollo Agrícola de Ohio, Wooster, Ohio, Estados Unidos, mediante el cruce de la variedad Jonathan con el polen de Stark Delicious. Seleccionado en 1937 e introducido en los circuitos comerciales en 1944. Tolera la zona de rusticidad delimitada por el departamento USDA, de nivel 5 a 9.

## Historia
'Melrose' es una variedad de manzana, que fue desarrollada en la década de 1920 por Freeman S. Howlett en el Centro de Investigación y Desarrollo Agrícola de Ohio en Wooster, Ohio, Estados Unidos. Fue obtenida mediante el cruce como Parental-Madre de Jonathan  con Parental-Padre el polen de Stark Delicious. La selección final se hizo en 1937 y la manzana se introdujo en los circuitos comerciales en 1944. Posteriormente se la nombró como la manzana oficial representante del Estado de Ohio.

'Melrose' está cultivada en diversos bancos de germoplasma de cultivos vivos tales como en National Fruit Collection (Colección Nacional de Fruta) de Reino Unido con el número de accesión: 1952-019 y nombre de accesión: Melrose (2)

## Características
'Melrose' es un árbol robusto, moderadamente vigoroso, de extensión erguida. Da fruto en espuelas. Produce primeros frutos bastante jóvenes y, una vez maduros, proporciona cosechas abundantes. Sin embargo, tiene una tendencia a producir cada dos años a menos que el cuajado se aclare agresivamente. Muy adecuado para zonas húmedas. Tiene un tiempo de floración que comienza a partir del 7 de mayo con el 10% de floración, para el 12 de mayo tiene una floración completa (80%), y para el 17 de mayo tiene un 90% caída de pétalos.
'Melrose' tiene una talla de fruto de mediano a grande; forma cónico redondo a redondeado con caras angulares; con nervaduras medias, y corona fuerte; epidermis tiende a ser dura suave con color de fondo es amarillo verdoso, con un sobre color lavado rojo oscuro que cubre la mayor parte de la manzana y rayas rojas rotas más oscuras, importancia del sobre color medio-alto, y patrón del sobre color rayado / moteado, a veces se pueden detectar rayas vagas, presenta lenticelas de color claro y bastante abundantes hacia el ojo, ruginoso-"russeting" (pardeamiento áspero superficial que presentan algunas variedades) bajo; cáliz es muy pequeño y cerrado, asentado en una cuenca estrecha y profunda con pliegues arrugados en su pared, y rodeada por una corona nudosa; pedúnculo es corto y de un calibre delgado, colocado en una cavidad profunda y estrecha; carne de color blanco cremoso, con textura de grano grueso, crujiente y muy firme, sabor jugoso, dulce, ligeramente ácido y aromático.
Su tiempo de recogida de cosecha se inicia a inicios de octubre. Se mantiene bien hasta cuatro meses en cámara frigorífica. Agria cuando se come directamente del árbol, es una manzana de postre dulce y deliciosa una vez que se ha dejado madurar en almacenamiento durante algunas semanas.

## Progenie
'Melrose' tiene en su progenie como Desporte, a las nuevas variedades de manzana:
- Dugamel
- Marstar

## Usos
Una excelente manzana para comer en postre de mesa. Hace excelentes jugos de manzana. Cuando se usan para hacer pasteles, las rebanadas mantienen su forma y sabor. También se utiliza en la elaboración de sidra.

## Ploidismo
Diploide, polen estéril. Grupo de polinización: D, Día 14.

## Susceptibilidades
- Algo resistente al roya del manzano y del enebro, y al fuego bacteriano,
- Algo susceptible al mildiu, y al cancro,
- Propenso al pudrimiento del corazón en los frutos grandes,
- Muy susceptible a la sarna del manzano.[4]